# Diatto

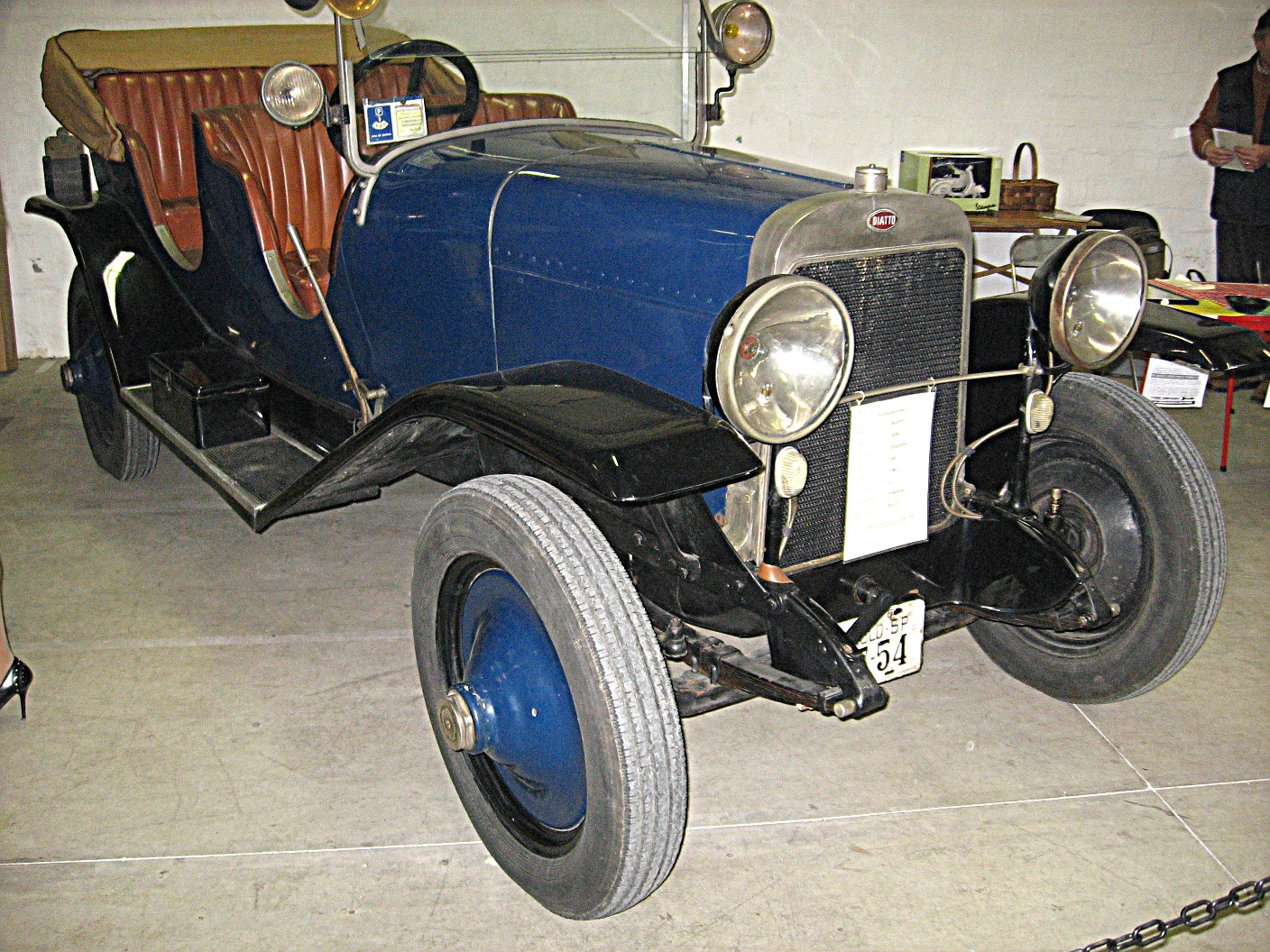
Diatto 20-DA

Diatto was een Italiaans bedrijf dat werd opgericht in 1835. Tussen 1905 en 1929 produceerde Diatto auto's.
Diatto werd in 1835 opgericht door de wielmaker en -hersteller Guglielmo Diatto aan de oevers van de Po in Turijn. Het bedrijf was succesvol met het produceren van wielen voor karren en wagens en kende snel verschillende uitbreidingen. Al snel werden de activiteiten uitgebreid en begon Diatto ook omnibussen en trams te bouwen.
Op 16 oktober 1864 stierf Guglielmo Diatto en het bedrijf werd verdeeld onder zijn vrouw, zonen en dochters. Drie jaar later verkochten de vrouwelijke erfgenamen hun deel aan de zonen (Vincenzo, Giovanni, Giovanni Battista en Pietro) en die hernoemden het bedrijf naar Fratelli Diatto (Fratelli betekent (ge)broeders in het Italiaans). Fratelli Diatto werd een belangrijke producent van treinwagons. Nadat Vincenzo en Pietro gestorven waren, kocht Giovanni Battista alle aandelen van zijn broer Giovanni en werd zo alleen eigenaar van de fabriek. In 1918 sloot Diatto een overeenkomst met FIAT en werd zo de spoorwegdivisie van FIAT.

## Automobili Diatto
In 1905 richtten de zonen van Giovanni Battista samen met de Fransman Adolphe Clément Società Automobili Diatto-A. Clement op. In het begin bouwde het bedrijf auto's van Clément Bayard, Cléments Parijse bedrijf, in licentie. In 1906 bouwde Diatto-Clément de 12/16 HP, 20/24 HP met een viercilinder- en de 8/10 HP en 10/12 HP met een tweecilindermotor. Om het nieuwe merk te promoten begon Diatto deel te nemen aan verschillende races.
In 1909 verkocht Clément zijn deel aan de broers en het bedrijf werd omgedoopt tot Fonderie Officine Fréjus. Alle wagens kregen vanaf dan het ovale Diatto-logo. Het logo van Diatto vertoont veel gelijkenis met dat van Bugatti, maar het Bugatti-logo werd pas twee jaar later ontworpen. Diatto zou in 1915 overigens nog vliegtuigmotoren bouwen die ontworpen waren door Ettore Bugatti en tussen 1919 en 1923 hadden Diatto en Bugatti een samenwerkingsverband.
Tussen 1922 en 1926 maakten Alfieri en Ernesto Maserati gebruik van Diatto's om te racen. Samen met Giuseppe Coda, Diatto's ingenieur, ontwierpen de broers hun eigen motoren met acht cilinders en samen bouwden ze de Diatto Grand Prix 8 cilindri compressore.
Diatto werd bekend vanwege hun lichte sportwagens en wist vele overwinningen weg te kapen in races binnen en buiten Italië. Dankzij deze overwinningen werd Diatto bekend over heel de wereld en met carrosserieën
van onder andere Bertone, Zagato en Carrozzeria Castagna werden ze een populair, luxueus merk.
In 1931 kwam Diatto in financiële problemen en werd een soort gerechtelijk akkoord aangevraagd om zich te beschermen tegen schuldeisers. Vanaf toen werden er geen nieuwe wagens meer gebouwd, enkel nog onderdelen. Net na de Tweede Wereldoorlog werd nog een poging gedaan om een nieuwe wagen te bouwen, maar dit mislukte. In 1955 werd Diatto overgenomen door Veglio & C. en verdween de naam Diatto.

## Zagato
Op 9 februari 2007 werd Diatto nieuw leven ingeblazen toen Zagato een persbericht de wereld instuurde over de Diatto Ottovù. De Diatto Ottovù is een 2+2 coupé met een V8. Op de Autosalon van Genève in 2007 werd een prototype getoond. Zagato is van plan om deze wagen ook in productie te nemen.